# نوا (قهاب رستاق)
نوا (بالفارسية: نوا) هي مستوطنة تقع في إيران في قسم قهاب رستاق الريفي. يقدر عدد سكانها بـ 31 نسمة .